# Rabini Będzina
Rabini Będzina – lista rabinów żydowskiej gminy (kahału) będzińskiej (XVIII w. – 1921).

## Rabini
- Meir Orbach – wzmiankowany w 1775 roku
- Tobiasz – wzmiankowany w 1783 roku
- Dawid Tobiaszowicz (syn Tobiasza) – wymieniany w 1791 roku
- Jakub Natan (zm. 1843, kwestionowany jako rabin)
- Nachem (Nuchym, Menachem) Rozynes – pocz. XIX w. (zm. 10 lutego 1835 w wieku 68 lat[1])
- Herszel Rozynes (1835/36-1841, syn Menachema, usunięty z urzędu za nadużycia finansowe)
- Boruch (Berek) Hercygier (Herciger, 1841-1846, zm. 20 II 1846 r. w wieku 71 lat[1], pochowany w centralnej części kirkutu na Górze Zamkowej, gdzie nad jego grobem wzniesiono ohel)
- Mendel Erlich (1849-1851, niezaakceptowany przez władze carskie za nieznajomość j. polskiego)
- Hara Jochym Langfus (1851-1856, zlecił budowę drewnianej synagogi; usunięty z urzędu za nadużycia finansowe)
- Dawid Szlezinger (Schlesinger) (pomocnik, tymczasowy, brak aprobaty gubernatora piotrkowskiego)
- Majer (Meir) Englert (Englard) (1865-1866, zmarł nagle w Szczekocinach w 1866 r.)
- Icekl (Itchele) Kimelman z Piotrkowa (1866-1893, zatwierdzony przez władze w 1871, zm. 30 czerwca 1893, wzniósł nową synagogę)
- Issachar Berisz Graubart (1893-1913, wybrany 2 września 1893, rządy objął w grudniu 1893, ur. 1847 w Szreńsku, zm. 12 grudnia 1913 we Wrocławiu)
- Herszl Henoch Lewin (1914-1921);

według Pinkas Bendin – Jekutiel Zalman Graubart (1914-1920, wybrany 30 grudnia 1913 i 20 czerwca 1914, późniejszy rabin Brooklynu w Nowym Jorku, zm. 1942).